# 瑙米夫卡 (蘇梅區)
50°51′43″N 35°13′38″E / 50.86194°N 35.22722°E
瑙米夫卡（烏克蘭語：Наумівка）是位於烏克蘭東北部的村莊，由蘇梅州蘇梅區的克拉斯诺皮利亚市镇負責管轄。該村處於雷比察河畔，距離奧索伊夫卡2.5公里，2001年人口447。